# Mario Rodríguez (kubański piłkarz)
Marío Rodríguez (ur. 29 września 1977) – kubański piłkarz występujący na pozycji obrońcy.

## Kariera klubowa
W swojej karierze Rodríguez grał w zespole Ciudad de La Habana.

## Kariera reprezentacyjna
W reprezentacji Kuby Rodríguez zadebiutował w 2000 roku. W 2002 roku znalazł się w drużynie na Złoty Puchar CONCACAF. Zagrał na nim w meczu ze Stanami Zjednoczonymi (0:1), a Kuba zakończyła turniej na fazie grupowej.
W 2005 roku ponownie został powołany do kadry na Złoty Puchar CONCACAF. Nie zagrał jednak na nim w żadnym meczu, a Kuba odpadła z turnieju po fazie grupowej.
W latach 2000–2002 w drużynie narodowej Rodríguez rozegrał 4 spotkania.